# 아이즈아라카이역
아이즈아라카이역(일본어: 会津荒海駅)은 일본 후쿠시마현 미나미아이즈군 미나미아이즈정에 있는 아이즈 철도 아이즈 선의 역이다.

## 역사
- 1947년 12월 12일: 아라우미역으로 영업 개시.
- 1987년
  - 4월 1일: 일본 철도 민영화에 의하여 동일본여객철도(JR 동일본)에 계승됨.
  - 7월 16일: 아이즈 철도로의 전환과 동시에 아이즈아라카이역으로 역명 변경 및 역 무인화.

## 역 구조
상대식 승강장 2면 2선의 지상역이다. 아이즈 철도로의 전환 당초에는 농협에 위탁하고 있었는데, 그 농협 지점이 폐점하고부터는 무인역이 되었다.
역사는 하행 승강장 측에 있고, 상행 승강장은 아이즈와카마쓰 방향의 구내 건널목에서 연결된다.

### 승강장
| 승강장 | 노선        | 방향 | 행선                              |
| ------ | ----------- | ---- | --------------------------------- |
| 역사쪽 | ■ 아이즈 선 | 하행 | 아이즈코겐오제구치・아사쿠사 방면 |
| 반대쪽 | ■ 아이즈 선 | 상행 | 아이즈타지마・아이즈와카마쓰 방면 |

## 역 주변
- 미나미아이즈 정립 아라우미 중학교
- 미나미아이즈 정립 아라우미 초등학교
- 아라우미 우체국
- 국도 제121호선
- 아가노강
- 아나자와강

## 인접역
| 아이즈 철도 ■ 아이즈 선      | 아이즈 철도 ■ 아이즈 선                | 아이즈 철도 ■ 아이즈 선                |
| ---------------------------- | -------------------------------------- | -------------------------------------- |
| 나카아라이 니시와카마쓰 방면 | □ 쾌속 "AIZU 마운트 익스프레스" ■ 보통 | 아이즈산손도조 아이즈코겐오제구치 방면 |